# Voerendaal

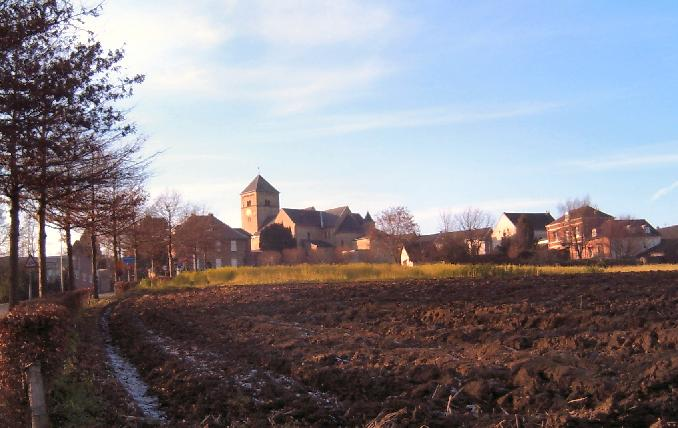
Klumme.

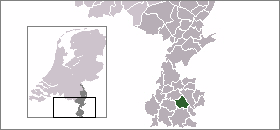
Voerendaals läge

Voerendaal är en kommun i provinsen Limburg i Nederländerna. Kommunens totala area är 31,55 km² (där 0,01 km² är vatten) och invånarantalet är på 12 971 invånare (2005).